# Kevin Pauwels
Kevin Pauwels, nacido el 12 de abril de 1984 en Ekeren, es un ciclista belga miembro del equipo Marlux-Napoleon Games. Especialista en Ciclocrós. 

## Palmarés

### Ciclocrós
| 2004 - Campeonato Mundial sub-23 2009 - 3.º en el Campeonato de Bélgica de Ciclocrós 2011 - 3.º en el Campeonato Mundial de Ciclocrós - 3.º en el Campeonato de Bélgica de Ciclocrós - Ciclocross de Igorre 2012 - 3.º en el Campeonato Mundial de Ciclocrós - Copa del Mundo de Ciclocrós 2013 - 3.º en el Campeonato de Bélgica de Ciclocrós | 2014 - 3.º en el Campeonato Mundial de Ciclocrós 2015 - Copa del Mundo de Ciclocrós 2016 - 3.º en el Campeonato Mundial de Ciclocrós - 3.º en el Campeonato Europeo de Ciclocrós 2017 - 2.º en el Campeonato de Bélgica de Ciclocrós - 3.º en el Campeonato Mundial de Ciclocrós |

### Ruta
| 2006 - 1 etapa de la Vuelta a Lieja 2007 - 1 etapa de la Vuelta a Lérida 2008 - 1 etapa de la Vuelta a Lérida 2010 - 1 etapa de la Flèche du Sud - 1 etapa de la Vuelta a Serbia | 2011 - 1 etapa del Kreiz Breizh Elites 2016 - 1 etapa de la Vuelta a Lieja |